# 文於天
文於天（Wesley Lam，1986年8月28日—），本名林志華，香港作家、詩人，香港中文大學中文系文學碩士。2010年印有不發售詩集《當我們讀詩的時候我們在讀的是甚麼》；2014年8月出版第一本公開發售詩集《狼狽》，入選「第27屆中學生好書龍虎榜」及第十三屆（2013-2014）香港中文文學雙年獎「新詩組」決審；2015年以〈家宴〉等一組作品，獲第三屆「李聖華現代詩青年獎」公開組首獎。詩作選入《香港新詩80後二十二家》、《水母與搖滾——字花十年選詩歌卷》等選本；2021年7月出版詩集《晚冬》。作品散見《字花》、《香港文學》、《香港作家》、《城市文藝》、《百家》、《阡陌》、《明報》、《衛生紙詩刊》、《創世紀詩刊》、《乾坤詩刊》、《自由時報》等香港、臺灣兩地文學刊物。曾任文學獎評審、文學講座講者、創作班導師，現為中學中文科主任。

## 作品
- 文於天. . 電光石火工作室. 2021年7月初版. ISBN 9789887521112.

- 文於天、紀幾何. . 433 Records. 2021年9月25日.

- 文於天. . 麥穗出版. 2014年8月初版. ISBN 9789881284174.

- 文於天. . 不發售詩集. 2010年.

## 外部連結
- 嚴瀚欽：詞中物－無從追憶的源頭──讀文於天〈家的形狀〉

（页面存档备份，存于）
- 譚穎詩：在枯樹上寫詩──《晚冬》序

（页面存档备份，存于）
- 閱讀文於天：主流喧嘩以外，書寫世間悲涼心聲，重拾一些不重要的事 （页面存档备份，存于）
- 文於天：狼狽後・晚冬前──《晚冬》後記 （页面存档备份，存于）
- 曹馭博：劃開歷史與生活的冷匕首：讀文於天《晚冬》 （页面存档备份，存于）
- 米米：文於天的「家族書寫」和「十二篇」的閱讀隨想 （页面存档备份，存于）
- 朱鳳翎：吟誦詩歌的教者──文於天《晚冬》 （页面存档备份，存于）
- 譚穎詩：往內飛的野禽 ──讀文於天《狼狽》(上)
- 譚穎詩：往內飛的野禽 ──讀文於天《狼狽》(下)
- 譚穎詩：沉默的男人餐桌──讀文於天的幾首家族詩 （页面存档备份，存于）
- 文於天：【詩人自道】按捺不住 （页面存档备份，存于）
- 明報‧明藝‧人物：捕捉作者的慣性，無不可解讀的詩──專訪文於天 （页面存档备份，存于）
- 香港電台‧第二台：開卷樂──《晚冬》  （页面存档备份，存于）
- 香港電台‧普通話台：香港文學地圖（第五集）變焦之城將軍澳  （页面存档备份，存于）
- 香港電台‧第二台：和你說說詩──#63 狼狽 ：文於天  （页面存档备份，存于）
- 洪慧：讀文於天〈龍蜥〉